# Атогепант
Атогепант — лекарственный препарат для профилактики мигрени. Одобрен для применения: США (2021).

## Механизм действия
Антагонист CGRP-рецепторов

## Показания
Профилактика приступов мигрени у взрослых.

## Способ применения
Таблетки. 1 раз в день.